# Bridges (Josh Groban)
Bridges è l'ottavo album in studio del cantante statunitense Josh Groban, pubblicato nel 2018.

## Tracce
1. Granted – 4:39 (Bernie Herms, Josh Groban, Toby Gad)
2. Symphony – 3:32 (Herms, Groban, Gad)
3. River – 4:13 (Herms, Groban, Gad)
4. Musica del Corazon (featuring Vicente Amigo) – 4:14 (Claudia Brant, Groban, Lester Mendez)
5. Bridge over Troubled Water – 4:52 (Paul Simon)
6. Run (duet with Sarah McLachlan) – 4:47 (Gary Lightbody, Jonathan Quinn, Mark McClelland, Nathan Connolly, Iain Archer)
7. S'il suffisait d'aimer – 4:23 (Jean-Jacques Goldman)
8. Won't Look Back – 3:41 (Groban, Steve Robson, Wayne Hector)
9. We Will Meet Once Again (duet with Andrea Bocelli) – 3:55 (Andrea Bocelli, Bernie Herms, Jacqueline Nemorin, Groban, Marco Guazzone, Gad)
10. More of You – 4:15 (Gad, Danny O'Donoghue, Groban, Mark Sheehan)
11. 99 Years (duet with Jennifer Nettles) – 4:02 (Herms, Groban, Gad)
12. Bigger than Us – 3:04 (Herms, Groban, Gad)

Edizione Deluxe - Tracce bonus
1. You Have No Idea – 4:38 (Dan Wilson, Francis Anthony White, Harry Connick Jr.)
2. She's Always a Woman – 4:00 (Billy Joel)